# Fiora
Il Fiora (Lat. Armenta o Armine) è un fiume che nasce dal versante grossetano del Monte Amiata, proprio sotto il pavimento della Chiesa della Madonna della Neve, una chiesa cinquecentesca del paese di Santa Fiora da dove è visibile la sorgente.

## Descrizione
Il corso d'acqua, dirigendosi verso sud, attraversa l'estremità meridionale della Toscana interessando, oltre al comune di Santa Fiora, i territori di Castell'Azzara, Semproniano, Sorano e quelli di Manciano e Pitigliano tra i quali segna il confine.
Subito dopo, entra nel Lazio interessando i territori comunali di Ischia di Castro e Canino, prima di entrare nella Maremma laziale e attraversare interamente il comune di Montalto di Castro dove, presso Vulci, si trova il celebre Ponte dell'Abbadia che, secondo una leggenda, venne costruito in una sola notte dal Diavolo.
Il corso d'acqua sfocia nel Mar Tirreno a sud-ovest di Montalto di Castro, presso la località di Montalto Marina.

## L'area protetta
Il fiume Fiora, pur non compreso nel sistema delle aree protette, è un sito di interesse regionale (SIR), di tipo sia pSIC (sito di importanza comunitaria) che ZPS (zona di protezione speciale) . 
Precisamente, è stato incluso l'"alto corso del fiume Fiora" tra i siti di interesse comunitario della provincia di Grosseto (cod. IT51A0019), insieme ai "Fondali tra le foci del fiume Chiarone e fiume Fiora", anch'essi proposti come sito di interesse comunitario (cod. IT6000001).
I principali elementi di criticità interni al SIR sono:
- Captazioni idriche (in particolare per l'acquedotto del Fiora, gli impianti geotermici e le attività agricole).
- Inquinamento delle acque per scarichi civili, percolazione da vecchie miniere, scarichi connessi alle attività geotermiche.
- Taglio della vegetazione ripariale e interventi di rimodellamento dell'alveo.
- Cessazione del pascolo nei santolinieti e nelle praterie.
- Presenza di specie alloctone (pesci, robinia).
- Passaggio di automezzi, con conseguenti disturbo e possibile distruzione di nidiate e alterazione di habitat.
- Notevole afflusso turistico estivo per le attività di balneazione (su aree limitate).

I principali elementi di criticità esterni al sito sono:
- Gestione delle risorse idriche nel bacino finora non condizionata da criteri conservazionistici.
- Presenza di fonti inquinanti nel bacino (centri abitati, insediamenti produttivi).

I principali obiettivi di conservazione da adottare sono:
1. Conservazione/ripristino della qualità delle acque e della naturalità dell'alveo, anche quale condizione necessaria per la sopravvivenza di Lutra lutra (EE).
2. Mantenimento di un deflusso minimo nei mesi estivi, da valutare anche in rapporto alla presenza di Lutra lutra (E).
3. Mantenimento del mosaico vegetazionale costituito da vegetazione dei greti, garighe, boscaglie, ecc. (EE), ed eventuali interventi di riqualificazione della vegetazione ripariale (M).
4. Conservazione delle garighe a Santolina etrusca (E).
5. Miglioramento dei livelli di naturalità dei popolamenti di pesci (M).
6. Eventuali programmi a medio termine di recupero/ampliamento dell'alveo, a scapito di aree coltivate all'interno o in prossimità delle aree di pertinenza fluviale (B).

Indicazioni per le misure di conservazione:
- Accordo di programma tra tutti gli Enti, per l'utilizzo compatibile delle acque, previa valutazione delle portate minime attuali, rispetto all'esigenze delle specie e delle comunità più sensibili (EE).
- Limitazione degli interventi di gestione della vegetazione in alveo a quelli strettamente necessari per motivi di sicurezza e definizione di un protocollo tecnico per l'esecuzione di tali interventi (valido anche per gli altri SIR con caratteristiche simili) (E).
- Pianificazione razionale (o totale cessazione) delle immissioni di pesci a scopo alieutico (M).
- Misure contrattuali per l'uso razionale a pascolo delle praterie e delle garighe (B).
- Misure contrattuali per la cessazione delle pratiche agricole in aree esondabili, da “restituire” progressivamente alla competenza fluviale (B).
- Controllo dello scarico di rifiuti solidi in alveo (B).
- Controllo del passaggio di veicoli in alveo (da consentire solo presso guadi ben definiti) (B).
- Interventi di rinaturalizzazione della vegetazione ripariale (B).

Le tipologie ambientali prevalenti nel SIR sono corsi d'acqua e vegetazione dei greti sassosi e dei terrazzi fluviali (garighe a santolina), formazioni arboree ripariali, versanti boscati a dominanza di latifoglie termofile e mesofile. Altre tipologie ambientali rilevanti: zone agricole, pascoli, casolari sparsi.

## Flora e fauna
L'alveo del Fiume Fiora è ampio e caratterizzato da vegetazione discontinua ed utilizzato da specie ornitiche rare e minacciate tipiche delle garighe e degli altri ambienti aperti. Tra esse, l'ortolano (Emberiza hortulana) è segnalato come nidificante, sebbene questo dato sia da confermare. Sono comunque presenti ambienti molto idonei per questa specie.
Sono presenti importanti popolamenti faunistici, legati agli ambienti fluviali ben conservati.
L'area protetta è un sito di rilevante importanza per la conservazione di Lutra lutra, presente con quella che è forse l'ultima popolazione vitale della Toscana.